# Aérovia (Guayaquil)

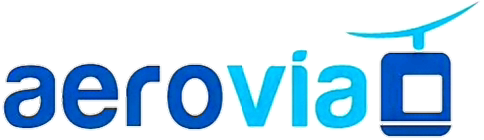
Logo

Aerovía est un système de transport public guidé par cables reliant les villes de Guayaquil et Durán, dans la province du Guayas, en Équateur. Le projet a commencé à prendre forme en 2014, puis est présenté par la municipalité de Guayaquil en 2015 et la construction débute en 2019 pour un coût de 134,5 millions de dollars américains. L'Aerovía est devenu opérationnel le 21 décembre 2020.

## Historique
Le 14 octobre 2014, la municipalité de Guayaquil signe un contrat avec le cabinet de conseil Arias & Villagómez pour la réalisation d'études de faisabilité concernant la construction d'un système de transport guidé par cables reliant la ville à Durán et Samborondón.
Après une étude d'environ six mois réalisée par le cabinet français Systra et le cabinet équatorien Arias & Villagómez, la municipalité de Guayaquil présente le projet dénommé Aerovía le 25 mai 2015.
En août 2020, la troisième phase d'essais a commencé sur la ligne qui traverse le fleuve Guayas, entre Guayaquil et le canton de Durán, pour vérifier la résistance des cabines chargées de jerrycans d'eau, simulant le poids qu'elles supporteront en fonctionnement. Les cabines ont été placées sur les câbles dans les gares du centre-ville à partir du 29 septembre de la même année. La date d'inauguration a été repoussée en décembre par l'Autorité municipale des transports (ATM) de Guayaquil. Les travaux ont été paralysés en raison de l'urgence sanitaire liée à la pandémie de Covid-19.
Le 21 décembre 2020, la maire Cynthia Viteri inaugure l'Aerovía, le premier service de transport aérien du pays.

## Informations générales
L'Aerovía compte cinq stations, dont une est technique et ne reçoit pas de passagers. Il dispose de 154 cabines pouvant accueillir dix passagers. Lors de la pandémie de Covid-19, la capacité a été limitée à cinq utilisateurs par cabine. Une fois arrivés au terminus à Durán, les usagers peuvent prendre les bus urbains de deux coopératives sans frais supplémentaires. Ces bus les conduisent dans des secteurs peu desservis du canton voisin .
Pour emprunter l'Aerovía, les passagers doivent acheter une carte (trajeta) à deux dollars, sur laquelle ils mettent des fonds qu'ils utilisent pour payer leurs trajets. Chaque aller-simple coûte 0,70 $ (ou 0,35 $ pour ceux qui bénéficient d'un tarif réduit). Les seniors, les enfants et adolescents, les étudiants et les personnes handicapées bénéficient d'un tarif réduit.
En général, l'Aerovía fonctionne de 5h30 à 21h30. Lors des différents états d'urgence en Équateur en 2022, les heures d'ouverture ont souvent été réduites. Aller d'un terminus à l'autre prend 17 minutes.

## Construction et exploitation
L'Aerovía est construit entre 2018 et 2020. Il est inauguré en janvier 2021. Il est construit et est exploité par le consortium, Consorcio Aerosuspendido Guayaquil, composé de Sofratesa et Poma.

## Infrastructure
L'Aerovía se compose d'une ligne de télécabines (ligne Guayaquil - Durán) d'une longueur de 4,1 km. La ligne compte 5 stations et 154 cabines.
| Ligne Duran - Guayaquil |                     |                    |                                           |
| Photo                   | Gare                | Correspondances    | Emplacement                               |
|                         | Parc du Centenaire  | Parc du Centenaire | Avenue Quito et Avenue 9 de Octubre       |
|                         | Julien Coronel      |                    | Rue Julián Coronel et Avenue Quito.       |
|                         | Technique           |                    | Hôpital Luis Vernaza.                     |
|                         | Cuatro Mosquéeteros | Las Peñas          | Avenue Malecón Simón Bolívar et rue Loja. |
|                         | Durán               |                    | Le Malecon de Duran.                      |